# Santos Robles
Santos Robles (Zapopan, Jalisco; 26 de marzo de 1999) es un futbolista mexicano, juega como Defensa y su equipo actual es el Tepatitlán de la Liga de Expansión MX.

## Trayectoria
Formación en el Deportivo Toluca y Pumas
Inicio en las básicas del Toluca, jugando en la sub-17 y sub-20, en 2018 pasa a los Pumas.

### Pumas Tabasco
Seria dos años después que debutaría con la filial de Pumas el 19 de agosto de 2020 ante Correcaminos de la UAT.

### Mineros de Zacatecas
A mediados de 2021 pasa a jugar con los Mineros de Zacatecas.

### Tepatitlán Fútbol Club
El 21 de junio de 2023 llega como refuerzo de Tepatitlán FC.